# Метаморфозис (фільм)
«Метаморфозис» — російський драматичний фільм, знятий Сергієм Тарамаєвим і Любов'ю Львовою. Прем'єра стрічки в Росії відбулась 19 листопада 2015 року. Фільм розповідає про геніального піаніста Олексія Сеніна, який закохується в 11-річну дівчинку Сашу.

## У ролях
- Єгор Корешков — Олексій Сенін
- Юлія Ауг — Тетяна Віталіївна Сеніна
- Євген Ткачук — Влад
- Василіса Бернасконі — Саша
- Деніс Шведов — Володимир

## Визнання
| Нагороди та номінації фільму «Метаморфозис» | Нагороди та номінації фільму «Метаморфозис» | Нагороди та номінації фільму «Метаморфозис» | Нагороди та номінації фільму «Метаморфозис» | Нагороди та номінації фільму «Метаморфозис» | Нагороди та номінації фільму «Метаморфозис» |
| Рік                                         | Кінопремія / Кінофестиваль                  | Категорія / Нагорода                        | Номінант                                    | Результат                                   |                                             |
| ------------------------------------------- | ------------------------------------------- | ------------------------------------------- | ------------------------------------------- | ------------------------------------------- | ------------------------------------------- |
| 2016                                        | Одеський міжнародний кінофестиваль          | Найкращий фільм                             | «Метаморфозис»                              | Номінація                                   |                                             |